# Revue d'économie régionale et urbaine
La Revue d'économie régionale et urbaine (RERU) est une revue scientifique française qui publie des articles dans les domaines de l'analyse économique, la science régionale, la géographie économique, l'économie urbaine, l'économie régionale.

## Description
La RERU est une revue scientifique internationale à comité de lecture. Elle publie des numéros de type varia composés d’articles qui ont été arbitrés et révisés, des numéros spéciaux à partir de colloques thématiques dont un Comité scientifique sélectionne les papiers, des numéros commandés à l’initiative de membres du comité de rédaction qui définissent les sujets des articles, proposent des auteurs et assurent la cohérence et la qualité rédactionnelles.
Elle a été créée en 1978. Elle vise à favoriser la production, le développement et les échanges de connaissances dans le champ de la science régionale. Elle rend compte des questions urbaines et régionales contemporaines, des analyses constituant des apports aux théories, méthodes et modèles de l’économie spatiale. La RERU accueille des recherches théoriques et méthodologiques, des travaux statistiques et économétriques, des approches institutionnelles, des chroniques, des notes de lecture, des comptes-rendus de colloques, de thèses, régulièrement publiés sous la rubrique RIS (Reru, Informations, Services).
La RERU participe aux débats théoriques et aux préoccupations des politiques économiques liées à la science régionale internationale entre les milieux de la recherche et les administrations nationales et internationales, les collectivités territoriales ainsi qu’avec les opérateurs du développement territorial.
La RERU respecte les normes de publicité de CNRS-Éditions. Elle est classée par le Comité national de la recherche scientifique (CNRS) dans les publications recensées par la section 37 « économie et gestion » et la section 23  « géographie » .

## Comité éditorial
Rédacteur en chef
- André Torre (INRA – Agroparistech)

Comité de rédaction - Éditeurs associés
- Lise Bourdeau-Lepage (Université Jean Moulin Lyon 3)
- Roberta Capello (Polytechnique de Milan)
- Olivier Crevoisier (Université de Neuchâtel)
- Marcus Dejardin (Université de Namur)
- David Doloreux (Université d'Ottawa)
- Claude Dupuy (Université de Bordeaux)
- Abdel-Illah Hamdouch (Université de Tours)
- Claude Lacour (Université de Bordeaux)
- Julie Le Gallo (Université de Franche Comté)
- Bernard Pecqueur (Université de Grenoble)
- Rosella Nicolini (Universitat Autònoma de Barcelona)
- Richard Shearmur (Université de Montréal)
- Isabelle Thomas (Université catholique de Louvain)
- Bertrand Zuindeau (Université de Lille 1)

Secrétariat de rédaction
- Sébastien Bourdin (École de Management de Normandie)
- Marion Le Texier (European University Institute)
- Amélie Gonçalves (UMR AGIR INRA Toulouse)